# Maud Galt
Maud Galt   (Kilbarchan, 1620 - 1670 (Julià)) va ser una lesbiana acusada de bruixeria a Kilbarchan, Escòcia.

## Biografia
Maud Galt va viure a Kilbarchan, Escòcia a mitjans del segle XVII. Va amagar la seva identitat sexual al casar-se amb l'escriptor John Dickie. La parella vivia amb dues criades. Galt va tenir una relació amb una d'elles, Agnes Mitchell. Aquesta la va denunciar al setembre de 1649 i va ser acusada de bruixeria. S'afirmava que "abusava d'una de les criades amb un peix d'argila format com el membre secret d'un home". Mitchell va presentar front als dels seus veïns el fal·lus d'argila que suposadament Galt va fer servir. Va afirmar que la vergonya de la "lesió que se li va fer" l'havia impedit denunciar res d'això al laird (títol en escocès per lord) local.
| «                                                     | Les dones d'arreu d'Europa havien estat cremades per la possessió d'aquestes pròtesis, especialment quan es feien servir mentre es travestien. Això representa específicament la idea de 'falsificar l'ofici de marit', un tipus d'engany en què la dona amenaçava amb substituir l'home, no només econòmicament també sexualment | » |
| — Laura Hedrick, Journal of Irish and Scotish Studies | |   |

Dues persones més del veïnat també van declarar a la denúncia de Mitchell. Una era Marion Semphill que havia intervingut en una discussió entre Galt i Mitchell per dissuadir-la que es queixés al laird. Diverses persones també van informar de "patir una desgràcia" després de creuar-se amb Galt.

## Acusació de bruixeria
Els càrrecs contra Galt van arribar a omplir diverses pàgines, amb Mitchell descrivint múltiples casos en què Galt, suposadament, va intentar violar diverses criades, i també les criades dels seus veïns. Després d'escoltar aquestes denúncies, el Consell Privat va decidir abandonar la investigació de les violacions i investigar el cas sota l'acusació de bruixeria. Per a l'historiador Julian Goodare, el cas de Galt va demostrar que "les autoritats commocionades van trobar la idea de la bruixeria més fàcil d'afrontar que la de lesbianisme".
El presbiteri de Glasgow va enviar els testimonis i una súplica al "rycht honorable Comite of Estaites or Lords of His Majesties Priwie Council" sol·licitant una comissió per jutjar Maud Galt. No obstant això, no hi ha proves que s'hagi concedit una comissió per al seu judici, de manera que el cas podia haver estat arxivat. Això podria ser degut a que les sol·licituds per jutjar dones acusades de bruixes era un procés llarg, sobretot a causa de la incertesa a nivell local sobre quin organisme del govern central era responsable d'atorgar les comissions.
No es registra cap altra acció legal pel que fa a Maud Galt. Va morir pels volts de 1670.

## Importància històrica
Atès que les dones van morir cremades en altres llocs d'Europa davant denúncies similars, el cas de Galt que no va tenir ramificacions legals a l'Escòcia del segle XVII és encara més sorprenent i inusual.
Més enllà d'això, Brian Dempsey, professor de la Universitat de Dundee, va escriure per a History Scotland que:
| «                                 | Tot i que Escòcia té fonts riques per a la història de lesbianes, gais, bisexuals i/o transexuals (lgbt), aquest és un aspecte tristament oblidat de la nostra història nacional... Les dones que estimen les dones són especialment difícils de trobar als registres escocesos | » |
| — Brian Dempsey, History Scotland | |   |

El Biographical Dictionary of Scottish Women només registra onze entrades sota "sexualitat". Jackie Foster és l'única entrada positivament identificada com a lesbiana amb Maud Galt, Jane Pirie i Marianne Woods, acusades de lesbianisme i la vida de les quals va servir com a inspiració per a l'obra de teatre de 1934 escrita per Lillian Hellman ' The Children's Hour '.
En aquest context, el cas de Galt té importància perquè  "té el potencial d'informar la història social escocesa en general".